# Adoption aux États-Unis
Aux États-Unis, l'adoption est le processus de création d'une relation juridique parent-enfant entre un enfant et un parent qui n'a pas été automatiquement reconnu comme le parent de l'enfant à la naissance.
La plupart des adoptions aux États-Unis sont des adoptions par un beau-parent. Le deuxième type le plus courant est l'adoption en famille d'accueil. Dans ce cas, l'enfant n'est pas en mesure de vivre avec sa famille biologique et le gouvernement supervise les soins et l'adoption de l'enfant. Les adoptions internationales concernent l'adoption d'un enfant né en dehors des États-Unis. Une adoption privée est une adoption qui a été organisée de manière indépendante, sans l'intervention d'une agence gouvernementale.
Entre cinq et sept millions d'Américains ont été adoptés,. Environ 150 000 adoptions ont lieu chaque année, dont environ 50 000 dans des familles d'accueil.
Si la plupart des adoptions concernent des enfants mineurs (âgés de moins de 18 ans), l'adoption d’adultes est également possible.

## Types d'adoption
Aux États-Unis, les adoptions peuvent être nationales ou internationales. Les adoptions nationales peuvent être organisées par l'intermédiaire d'une agence d'État, d'une agence d'adoption ou de manière indépendante.

### Par les membres de la famille
Aux États-Unis, la plupart des adoptions impliquent qu'un enfant soit adopté par une personne mariée à un parent biologique ou par un autre parent existant. L'adoption par une belle-mère ou un beau-père est appelée adoption par un beau-parent. Si l’enfant est adopté par une personne qui vit avec un parent biologique, mais qui n’est pas mariée avec lui, on parle alors d’ adoption par un deuxième parent. De manière plus générale, on peut parler d'adoptions d'enfants connus, ce qui inclut l'adoption par des membres de la famille, des amis de la famille ou d'autres personnes connues auparavant de l'enfant.
En règle générale, l'adoption par un beau-parent nécessite le consentement de tous les parents vivants et légalement reconnus. Le processus met généralement fin aux droits du parent non gardien. Le parent dont les droits prennent fin n'aura plus besoin de payer de pension alimentaire pour enfants ni d'avoir d'autres responsabilités envers l'enfant adopté. Dans la plupart des États américains, le droit de l'enfant d'hériter des biens après le décès de son parent biologique prend également fin. Les enfants plus âgés doivent normalement également donner leur consentement.

### Grâce au système de placement familial

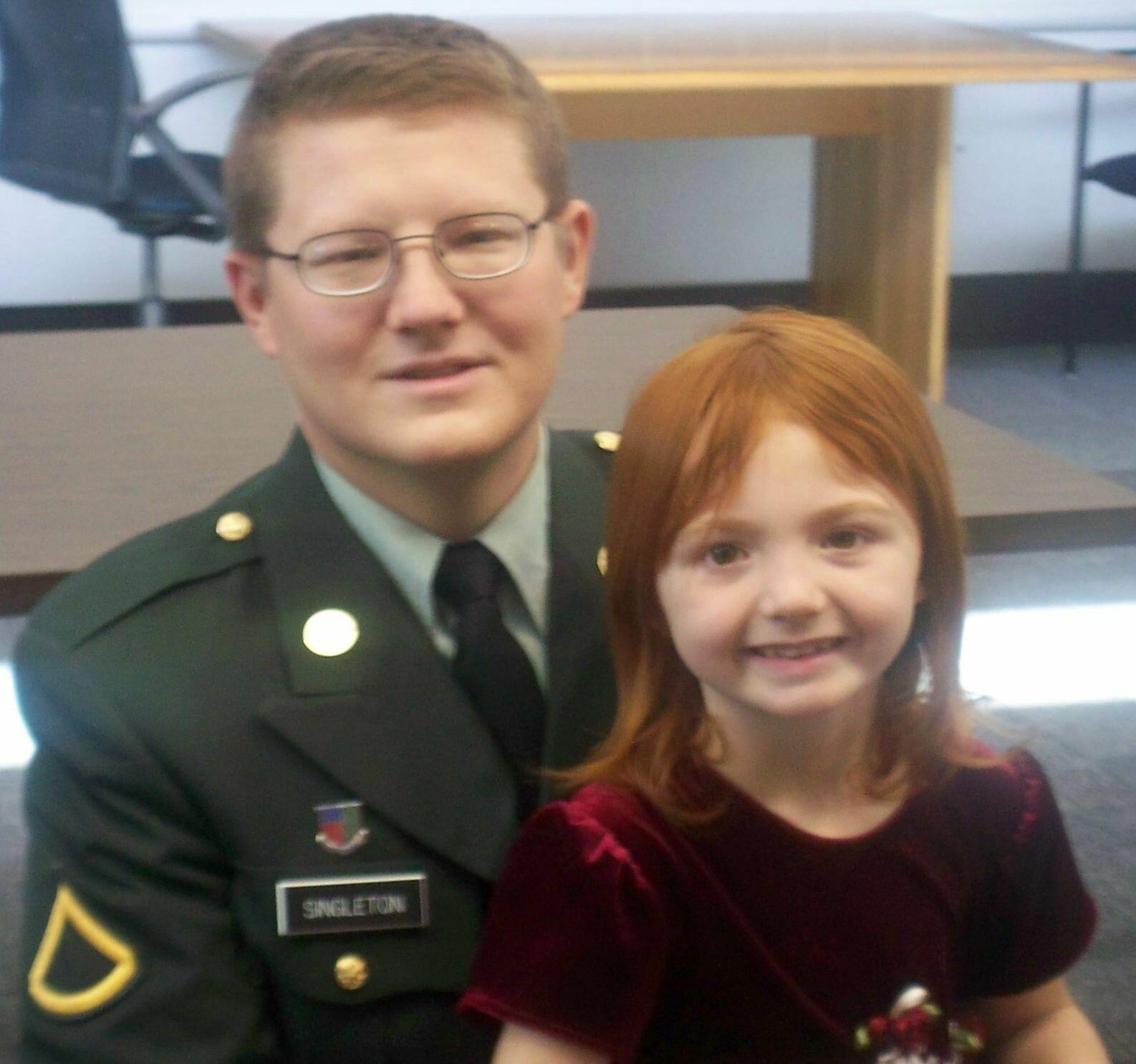
Une jeune fille est adoptée hors du système de placement des enfants.

Le système américain de placement des enfants permet aux adultes de s'occuper d'enfants mineurs qui ne peuvent pas vivre avec leurs parents biologiques.
Si un enfant placé n'est pas adopté ou remis sous la garde de ses parents biologiques avant l'âge de 18 ans, il est exclu du système à son 18e anniversaire. Pour encourager l'adoption d'enfants actuellement placés en famille d'accueil, des échanges d'adoption ont été créés, afin que les agences d'adoption des comtés du pays puissent disposer d'une base de données centrale pour aider les enfants en attente à trouver un foyer. Cela permet aux futurs parents adoptifs de voir leurs enfants en attente d'adoption non seulement dans leur propre région, mais dans tout le pays. La bourse d'adoption centrale est adoptuskids.org, créée grâce à une subvention du Children's Bureau, U.S. Office of Administration of Children and Families.

### Adoption internationale
Les futurs parents adoptifs américains peuvent recourir à l'adoption internationale pour adopter un enfant d'un autre pays. Les citoyens américains, y compris les citoyens américains ayant émigré des pays d'où ils souhaitent adopter, représentent la majorité des parents adoptifs internationaux, suivis par les Européens et ceux d'autres pays développés comme l'Australie. Les lois des différents pays varient dans leur volonté d'autoriser les adoptions internationales. Certains pays, comme la Chine, la Corée du Sud et le Viêt Nam, ont des règles et des procédures très bien établies que les adoptants étrangers doivent suivre, tandis que d'autres, les Émirats arabes unis (EAU) par exemple, l'interdisent expressément. Les adoptions internationales par des Américains sont devenues beaucoup plus courantes après la guerre de Corée, lorsque des militaires américains ont eu des enfants interraciaux avec des femmes coréennes. La Chine est le premier pays en matière d'adoptions internationales par les Américains.
Le Département d'État américain a désigné l'International Adoption Accreditation and Maintenance Entity, Inc. (IAAME), en tant qu'agence d'accréditation responsable de l'accréditation, de l'approbation, du suivi et de la supervision des prestataires de services d'adoption qui fournissent des services d'adoption internationale aux États-Unis. L'IAAME tient à jour une liste de prestataires de services d'adoption internationale agréés.

### Facilitateurs d’adoption
Il existe également des individus qui agissent de leur propre chef et tentent de mettre en relation les enfants en attente, tant au niveau national qu'à l'étranger, avec des parents potentiels et, dans les pays étrangers, fournissent des services supplémentaires tels que la traduction et le transport local. Ils sont communément appelés facilitateurs. Étant donné que dans de nombreuses juridictions, leur statut juridique est incertain (et que dans certains États américains, ils sont carrément interdits), ils opèrent dans une zone grise juridique.
Lorsque la loi ne les y autorise pas expressément, ils ne peuvent que faire une présentation, laissant les détails du placement à ceux qui sont légalement habilités à le faire. Mais dans la pratique, leur rôle de gardiens peut leur donner un grand pouvoir pour diriger un enfant particulier vers un client particulier, ou non, et certains ont été accusés d'utiliser ce pouvoir pour frauder les futurs parents adoptifs.

## Nombre d'adoptions

### Chiffres récents
En 2021, moins d'un enfant sur 200 nés chaque année sera abandonné par sa mère biologique en vue d'une adoption. En 2019, cela représentait environ 18 000 adoptions indépendantes. Les adoptions indépendantes sont généralement organisées par des avocats et concernent généralement des enfants en bas âge. Environ 55 % de toutes les adoptions de nourrissons aux États-Unis sont réalisées par le biais d'une adoption indépendante. En outre, environ 3 000 enfants ont été adoptés en dehors des États-Unis.
Dans le cadre d'abandons non volontaires, à tout moment, environ 100 000 enfants sont éligibles à l'adoption par le biais du système de placement familial. Presque tous ces enfants sont en âge scolaire (de 5 à 17 ans) ; les jeunes enfants ont tendance à être handicapés ou à avoir des frères et sœurs qui devraient être adoptés en groupe. La promulgation de l' Adoption and Safe Families Act en 1997 a presque doublé le nombre d'enfants adoptés en famille d'accueil aux États-Unis.
Le nombre d’adultes souhaitant adopter un nourrisson ou un tout-petit en bonne santé dépasse largement le nombre de nourrissons disponibles à l’adoption.

### Chiffres historiques
Les statistiques des années 1940 et 1950 ne sont pas fiables, mais les chercheurs estiment généralement qu'environ 20 % des bébés nés de femmes américaines blanches célibataires ont été proposés à l'adoption avant les années 1970, et que ce nombre a fortement diminué dans les années 1970 et 1980. Les mères biologiques noires étaient beaucoup moins susceptibles de participer à l'adoption.
Le recensement de 2000 a été le premier recensement au cours duquel des statistiques sur l'adoption ont été collectées. Le nombre estimé d'enfants adoptés en 2000 était légèrement supérieur à 128 000, ce qui porte la population totale d'enfants adoptés aux États-Unis à 2 058 915. En 2008, le nombre d'enfants adoptés est passé à près de 136 000. Ces chiffres incluent l'adoption par des beaux-parents et des parents de même sexe dont les droits parentaux n'étaient pas automatiquement reconnus à la naissance.
Les adoptions internationales sont devenues courantes dans les années 1950, initialement motivées par la guerre de Corée et bien plus tard par les chrétiens évangéliques.

### Chiffres internationaux
Le plus grand nombre d’adoptions internationales s’est produit en 2004 et n’a diminué depuis lors qu’à une petite fraction du pic.
| Pays         | 1999   | 2004   | 2009   | 2014  | 2019  |
| ------------ | ------ | ------ | ------ | ----- | ----- |
| Chine        | 4 108  | 7 038  | 3 000  | 2 040 | 819   |
| Russie       | 4 381  | 5 862  | 1 586  | 2     | 0     |
| Guatemala    | 1 002  | 3 264  | 754    | 29    | 0     |
| Corée du Sud | 1 994  | 1 713  | 1 079  | 370   | 166   |
| Ethiopie     | 42     | 284    | 2 275  | 716   | 11    |
| Ukraine      | 321    | 794    | 610    | 521   | 298   |
| Kazakhstan   | 77     | 835    | 295    | 0     | 0     |
| Viêt Nam     | 709    | 21     | 481    | 0     | 32    |
| Inde         | 472    | 406    | 297    | 136   | 241   |
| Colombie     | 231    | 285    | 238    | 172   | 244   |
| Autres pays  | 2 382  | 2 486  | 2 117  | 2 440 | 1 160 |
| Total        | 15 719 | 22 988 | 12 732 | 6 426 | 2 971 |

Les enfants adoptés dans d'autres pays sont plus souvent des filles, ce qui s'explique en grande partie par la différence entre les sexes dans les adoptions en provenance de Chine.
| Pays         | Femelle | Mâle   | Total   |
| ------------ | ------- | ------ | ------- |
| Chine        | 64 903  | 8 769  | 73 672  |
| Russie       | 22 891  | 23 222 | 46 113  |
| Guatemala    | 15 725  | 14 065 | 29 790  |
| Corée du Sud | 7 936   | 11 803 | 19 740  |
| Ethiopie     | 7 461   | 7 339  | 14 800  |
| Ukraine      | 5 070   | 5 173  | 10 243  |
| Kazakhstan   | 3 475   | 2 946  | 6 421   |
| Viêt Nam     | 3 321   | 2 256  | 5 578   |
| Inde         | 3 818   | 1 575  | 5 393   |
| Colombie     | 2 238   | 1 855  | 4 093   |
| Autres pays  | 21 435  | 18 854 | 40 289  |
| Total        | 158 271 | 97 858 | 256 132 |

Source : Département d'État américain, Bureau des affaires consulaires

## Organisations impliquées
Les agences d'adoption doivent être agréées par l'État dans lequel elles opèrent. Le gouvernement américain gère un site Web, Child Welfare Information Gateway, qui répertorie les agences agréées de chaque État. Il existe des agences d'adoption privées et publiques. Les agences d'adoption privées se concentrent souvent sur les adoptions de nourrissons, tandis que les agences d'adoption publiques aident généralement à trouver des foyers pour les enfants en attente, dont beaucoup sont actuellement placés dans des familles d'accueil et ont besoin d'un foyer permanent et aimant. Pour faciliter l'adoption des enfants en attente, il existe un site web affilié au gouvernement américain, AdoptUSKids.org, qui permet de partager des informations sur ces enfants avec des parents adoptifs potentiels. Le North American Council on Adoptable Children fournit des informations sur les aides financières accordées aux parents adoptifs (appelées subventions à l'adoption) pour l'adoption d'un enfant ayant des besoins particuliers.

## Résultats sociaux et psychologiques
En raison des changements intervenus dans le domaine de l'adoption au cours des dernières décennies — changements qui incluent l'adoption ouverte, l'adoption homoparentale, les adoptions internationales et les adoptions transraciales (transformation raciale), ainsi que l'accent mis sur le transfert des enfants du système de placement en famille d'accueil vers des familles adoptives — l'adoption a eu un impact important sur la cellule de base de la société et de la famille. Joan Boocock Lee, une actrice épiscopale britannico-américaine mariée à un juif, a déclaré qu'en tant que membres d'un mariage interreligieux, le couple a rencontré des difficultés pour adopter dans les États-Unis du milieu du vingtième siècle.
Certains spécialistes de la recherche sur l'adoption ont signalé que sept problèmes fondamentaux sont systématiquement associés aux processus d'adoption. Les problèmes liés à la perte, au deuil, au rejet, à la culpabilité et à la honte, à l'identité, à l'intimité et au contrôle peuvent, dans certains cas, affecter de manière unique chaque membre de la triade de l'adoption.

### Adoption transraciale
L'adoption d'enfants d'une race par des parents d'une autre race, qui a débuté officiellement aux États-Unis en 1948, a toujours suscité la controverse. L'argument se résume souvent à des points de vue opposés sur la question de savoir qui est habilité à décider de ce qu'est « l'intérêt supérieur » de l'enfant. Les détracteurs de l'adoption transraciale se demandent si les parents américains blancs peuvent effectivement préparer les enfants de couleur à faire face au racisme. D'autres se demandent où les enfants élevés par des parents blancs trouveront l'acceptation sociale à l'âge adulte. Les témoignages de nombreux adultes adoptés de manière transraciale qui ont grandi dans des familles blanches illustrent le statut d'« entre-deux » que ressentent de nombreux adoptés, qui n'appartiennent pas aux communautés de couleur ou à la société blanche et ne s'y sentent pas à l'aise. Une autre source de controverse est l'histoire du retrait généralisé d'enfants de familles et de communautés de couleur, dont les historiens ont montré qu'il constituait un outil de régulation des familles et d'oppression des communautés, remontant à l'époque de l'esclavage et au mouvement, aujourd'hui discrédité, des pensionnats indiens du début du vingtième siècle. Compte tenu de ces pratiques de retrait d'enfants, l'Association nationale des travailleurs sociaux noirs (National Association of Black Social Workers) a condamné les adoptions transraciales en 1972 dans sa déclaration de principe historique. Dans ce document, la NABSW assimile le retrait d'enfants afro-américains de leur famille d'origine — et leur placement dans des foyers blancs — à un « génocide culturel ».
Les partisans de l'adoption transraciale affirment qu'il y a plus de familles blanches cherchant à adopter que de familles issues de minorités ; inversement, il y a plus d'enfants issus de minorités disponibles pour l'adoption. Par exemple, en 2009, 41 % des enfants disponibles pour l'adoption étaient afro-américains, 40 % étaient blancs et 15 % étaient hispaniques. Cette disparité se traduit souvent par un coût moins élevé pour l'adoption d'enfants issus de minorités ethniques — généralement grâce à des subventions spéciales à l'adoption plutôt qu'à une discrimination tarifaire. De nombreux critiques dénoncent l'échange d'argent contre des enfants, qu'il s'agisse de "frais de service" ou autres, arguant qu'aucun enfant, quelle que soit sa race, ne devrait jamais être à vendre. Les partisans de cette approche soulignent l'aspect pratique des systèmes actuels. Cette situation est moralement difficile parce que les familles adoptives considèrent l'adoption comme un grand avantage pour les enfants adoptés transraciaux, alors que certaines minorités y voient une atteinte à leur culture. En 2004, 26 % des enfants afro-américains adoptés en famille d'accueil l'ont été de manière transraciale. Les agences gouvernementales ont varié au fil du temps dans leur volonté de faciliter les adoptions transraciales. "Depuis 1994, les futurs parents blancs ont intenté, et en grande partie gagné, plus de deux douzaines de procès pour discrimination, selon les archives des tribunaux fédéraux et des États". Le besoin de placer ces enfants est également important ; en 2004, plus de 45 000 enfants afro-américains attendaient d'être adoptés après avoir été placés dans des familles d'accueil.
En 2013, 7 092 enfants ont été adoptés dans des pays étrangers, contre 22 991 en 2004. Cette tendance a contribué à réduire la résistance aux adoptions transraciales aux États-Unis, du moins pour les enfants asiatiques et hispaniques, bien qu'il y ait toujours une forte demande pour les enfants caucasiens, qui viennent généralement d'Europe de l'Est.
Alors que les enfants adoptés dans les premiers temps de l'expérience de l'adoption transraciale ont atteint l'âge mûr, un chœur croissant de voix d'adultes adoptés transraciaux a émergé. Leur expérience collective se retrouve dans des films,, des articles scientifiques, des mémoires, des blogs, et de nombreux livres sur le sujet,.

### Relogement
Avec l'augmentation des taux d'adoption au cours des dernières décennies, les États-Unis ont été confrontés à une nouvelle pratique moralement contestable : le relogement (rehoming). Il s'agit de l'acte par lequel des personnes s'occupant d'un enfant publient une annonce lorsqu'elles estiment que l'enfant ne devrait plus être sous leur responsabilité. Il n'est pas nécessaire d'enquêter sur la nouvelle situation de l'enfant, ce qui a créé un marché clandestin où les trafiquants d'enfants peuvent prospérer. Cette pratique n'est pas réglementée et la législation actuelle se contredit, ce qui rend la lutte plus difficile.
Lorsqu'un parent adopte un enfant, il ne sait peut-être pas que celui-ci a des besoins particuliers et n'est donc pas en mesure de l'aider. L'enfant peut avoir un comportement agressif ou ne pas s'intégrer dans la famille, qui se tourne alors vers le placement en famille d'accueil. Le placement n'est pas une adoption et, pour cette raison, le gouvernement ne doit pas être informé et les agences d'adoption ne sont pas impliquées. Le placement en foyer est donc une cible de choix pour les trafiquants d'enfants et les trafiquants sexuels. Des lois ont été mises en place pour protéger les enfants lors des procédures d'adoption et contre le trafic sexuel, mais il n'existe pratiquement aucune loi concernant le rehoming. Les tribunaux autorisent cette pratique parce que la loi de l'État américain peut autoriser un parent, un tuteur légal ou un membre de la famille au deuxième degré à placer un enfant ou à le mettre en pension. Cependant, alors que la loi fédérale américaine Preventing Sex Trafficking and Strengthening Families Act exige que la famille prenne des décisions rationnelles et donne la priorité à la santé de l'enfant, l'Interstate Compact on the Placement of Children va à l'encontre de ce principe. Il stipule que la famille ne doit s'assurer que les enfants sont placés dans des structures d'accueil adéquates que lorsque le processus de placement s'effectue au-delà des frontières de l'État. Il n'est pas fait mention du maintien de la sécurité de l'enfant dans le cadre d'un placement à l'intérieur d'un même État.
Les lois relatives au replacement sont pratiquement inexistantes, ce qui expose les enfants adoptés au risque d'être confiés à des parents non équipés et à tous les autres types de foyers dysfonctionnels. Cette adoption de la deuxième chance, telle que la perçoivent certains parents, a eu des effets négatifs sur les enfants, qui doivent se réadapter à un nouvel environnement familial. Avec la loi qui autorise les tuteurs légaux au second degré à confier leur enfant adopté à quelqu'un d'autre, et l'augmentation du nombre de sites web de placement et d'annonces sur les médias sociaux, le processus de placement expose fortement les enfants aux marchés souterrains et à d'autres perspectives de trafic. À cet égard, les lois et les statuts concernant l'adoption et le placement devraient être réévalués afin de garantir la pleine protection des enfants adoptés.
En 2018, la Commission du droit uniforme a formé un comité pour étudier la question du rehoming, qui est également connue plus anciennement sous le nom de « transfert non réglementé d'enfants adoptés ». Le comité a indiqué qu'il rédigerait une loi uniforme ou une loi type pour interdire le transfert non réglementé de tous les enfants adoptés.

## Coût de l'adoption

### Coût prohibitif
Les coûts d'adoption peuvent varier de presque rien pour les adoptions en famille d'accueil à plus de 50 000 dollars pour les adoptions internationales. En 2015, le coût moyen d'une adoption aux États-Unis était de 37 000 dollars. Des coûts élevés ont un impact négatif sur la demande d'adoption, car moins de familles adoptives potentielles peuvent se permettre d'adopter, alors que le nombre d'enfants à adopter reste le même ou augmente. En conséquence, les candidats à l'adoption peuvent chercher des alternatives moins coûteuses à l'adoption, comme les traitements de fertilité ou les adoptions privées.

### Source des coûts
Le coût de l'adoption varie considérablement en fonction de la méthode d'adoption. Presque toutes les formes d'adoption ont des coûts liés à l'étude du foyer, à la documentation, aux frais et bénéfices de l'agence d'adoption, aux honoraires des consultants, aux frais d'avocat, aux frais de voyage, aux frais de la famille biologique, aux frais de placement en famille d'accueil, aux frais médicaux de la petite enfance et aux frais de réinstallation.
Les adoptions en famille d'accueil publique ne coûtent souvent rien, bien que la moyenne américaine soit de 2 622 dollars selon une enquête réalisée en 2015 par Adoptive Families Magazine. Les adoptions organisées de manière indépendante, orchestrées par un avocat privé, peuvent avoir des coûts très variables. Les arrangements sont généralement mis en place entre des candidats à l'adoption et une future mère. Bien que certains arrangements d'adoption indépendants puissent rester peu coûteux en raison de la nature de l'accord, les coûts s'élèvent tout de même à 31 890 dollars en moyenne. Les adoptions indépendantes peuvent réduire les coûts en restant dans l'État, en partageant les frais médicaux prénataux et de naissance avec les parents biologiques, en trouvant un parent biologique par le bouche-à-oreille ou par une offre afin d'éviter de rechercher un parent désireux d'adopter. Les agences d'adoption privées sont l'option la plus coûteuse, avec un coût moyen de 42 337 dollars. Les adoptions hors de l'État peuvent augmenter considérablement les coûts d'adoption en raison des problèmes juridiques complexes et des frais de déplacement. Les coûts varient d'un État à l'autre en raison de réglementations et de frais différents qui peuvent entraîner des dépenses supplémentaires. Les frais médicaux sont également souvent cités comme une dépense imprévue, tant pour les mères biologiques que pour les enfants. Les « faux départs », lorsqu'une mère décide de ne pas abandonner son bébé après sa naissance, peuvent coûter jusqu'à 2 500 dollars à chaque fois.

#### Coûts de l'adoption internationale
Le coût des adoptions internationales varie selon les pays et se situe en moyenne entre 30 000 et 50 000 dollars. Dans certains pays, les coûts peuvent être équivalents à ceux de l'adoption nationale. Selon Adoptive Families Magazine, les adoptions entre l'Éthiopie et les États-Unis en 2015 ont coûté en moyenne 30 633 dollars, tandis que les adoptions entre la Corée du Sud et les États-Unis ont coûté en moyenne entre 40 000 et 50 000 dollars. Les disparités entre les coûts d'adoption des pays peuvent être attribuées aux différences de réglementation et d'exigences. L'Éthiopie et la Corée du Sud exigent toutes deux que les candidats à l'adoption fassent deux voyages, ce qui augmente les coûts globaux. Les soins de préadoption avancés et les coûts du système médical de la Corée du Sud peuvent également augmenter les coûts répercutés sur les parents adoptifs. En raison des climats politiques et culturels potentiellement difficiles des pays d'origine de l'adoption, les coûts non divulgués tels que les « dons obligatoires », les frais de facilitation ou les frais de l'agence du pays d'origine, et d'autres paiements extrajudiciaires aux tuteurs des enfants, au pays d'origine ou à l'agence d'adoption à but lucratif.

#### Caractéristiques physiques comme facteur de coût
Les caractéristiques physiques des enfants dont l'adoption est envisagée, telles que la race, l'âge et les handicaps physiques ou de développement, peuvent entraîner une variation de 74 % des coûts d'adoption. Les parents adoptifs peuvent souhaiter que leur enfant adoptif présente des caractéristiques spécifiques pour lesquelles ils sont prêts à payer des frais supplémentaires. Dans les adoptions internationales, les enfants à la peau brune coûtent 8 200 dollars de moins et les enfants à la peau foncée 14 700 dollars de moins que les enfants caucasiens. Dans les adoptions nationales, les adoptions coûtent 600 dollars de moins par année d'âge supplémentaire. En outre, les enfants afro-américains coûtent 4 400 dollars de moins que leurs homologues caucasiens. Les enfants souffrant d'un handicap physique coûtent 4 000 dollars de moins.

### Subventions et crédits d'impôt
Les adoptants peuvent déduire la plupart des dépenses grâce au crédit d'impôt pour l'adoption. Pour les adoptions en famille d'accueil, le crédit d'impôt pour l'adoption peut couvrir la totalité du coût de l'adoption. Les enfants placés en famille d'accueil peuvent également bénéficier d'allocations mensuelles de l'État, d'une assurance maladie Medicaid et même de frais d'inscription à l'université.

## Réforme de l'adoption
Dès que les adoptions américaines ont été rendues secrètes et que les dossiers de naissance ont été mis sous scellés, les adoptés ont commencé à chercher à se réformer. Jean Paton, auteur de Breaking Silence et fondatrice d'Orphan Voyage en 1954, est considérée comme la mère de la réforme de l'adoption et des efforts de réunification. Jean Paton a été le mentor d'une personne adoptée, Judith Land, Adoption Detective : Memoir of an Adopted Child pendant sa recherche d'adoption. Florence Fisher organise l'ALMA Society (Adoptees Liberation Movement Association) en 1972, Emma May Vilardi crée l'International Soundex Reunion Registry (ISRR) ; en 1975, Lee Campbell et d'autres mères de naissance rejoignent la lutte pour l'ouverture des dossiers en créant le Concerned United Birthparents (CUB) en 1976, et au printemps 1979, des représentants de 32 organisations de 33 états, du Canada et du Mexique se réunissent à Washington pour créer le Congrès américain de l'adoption (American Adoption Congress). La Triadoption Library commence à tenir des registres en 1978, indiquant 52 organisations de recherche, de soutien et de réforme ; en 1985, il y en avait plus de 550 dans le monde entier.
La réforme de l'adoption englobe la préservation de la famille, l'accès des adoptés aux actes de naissance originaux, l'accès direct des familles biologiques et adoptives l'une à l'autre (adoption ouverte) et à tous les dossiers connexes (dossiers ouverts).
The Adoption Triangle d'Annette Baran, Reuben Pannor et Arthur Sorosky ; Twice Born and Lost and Found de Betty Jean Lifton ; I Would Have Searched Forever de Sandra Musser ; The Adoption Searchbook: Techniques for Tracing People de Mary Jo Rillera ; The Politics of Adoption de Mary Kathleen Benet ; Dear Birthmother de Kathleen Silber et Phylis Speedlin ; tous ces ouvrages ont été publiés dans les années 70 et sont toujours en circulation.
En juillet 2014, 28 États américains et le District de Columbia disposaient de dispositions légales pour des accords de contact exécutoires en matière d'adoption ouverte, et six autres États disposaient de dispositions pour des accords exécutoires avec certaines limitations. Chaque année, de nouveaux États envisagent de modifier leur législation afin de permettre aux personnes séparées par l'adoption d'accéder à des informations les concernant et concernant les autres. En 2013, plus de 85 % des adoptions aux États-Unis sont soit semi-ouvertes, soit complètement ouvertes.

## Recherche et retrouvailles
De nombreux enfants adoptés qui ont été séparés de leurs parents biologiques par l'adoption souhaitent se réunir, et la plupart d'entre eux aimeraient obtenir des informations sur les antécédents médicaux de leur famille et avoir accès à tous les documents dans lesquels ils sont mentionnés. Souvent, les parents biologiques qui ont placé leurs enfants souhaitent également se réunir. Dans les États qui pratiquent ou ont pratiqué l'adoption confidentielle, cela a conduit à la création de registres de réunions d'adoption et à des efforts visant à établir le droit des adoptés à accéder à leurs dossiers scellés (par exemple, l'American Adoption Congress, Concerned United Birthparents, et Bastard Nation). D'autres rejoignent des groupes de recherche et de soutien, dont la plupart sont à but non lucratif, ou engagent des sociétés d'investigation pour retrouver les familles de naissance et les enfants adoptés.

## Législation connexe
La loi sur la prévention du trafic sexuel et le renforcement des familles (HR 4980 ; 113e Congrès) a été adoptée par la Chambre des représentants des États-Unis le 23 juillet 2014. Il s'agit d'un projet de loi qui aborderait les incitations fédérales à l'adoption et modifierait la loi sur la sécurité sociale (SSA) pour exiger que le plan de l'État en matière de placement familial et d'aide à l'adoption démontre que l'agence d'État a élaboré des politiques et des procédures pour identifier, documenter dans les dossiers de l'agence, et déterminer les services appropriés à l'égard de tout enfant ou jeune dont l'agence d'État est responsable du placement, des soins ou de la surveillance et que l'État a des motifs raisonnables de croire est, ou risque d'être, une victime de trafic sexuel ou un forme grave de traite des personnes,. Le projet de loi HR 4980 est adopté par le Sénat le 9 septembre 2014 et promulgué le 29 septembre par le président Obama.